# Xã Grant, Quận Riley, Kansas
Xã Grant (tiếng Anh: Grant Township) là một xã thuộc quận Riley, tiểu bang Kansas, Hoa Kỳ. Năm 2010, dân số của xã này là 973 người.